# Chloroclystis macrocheila
Chloroclystis macrocheila là một loài bướm đêm trong họ Geometridae.